# 술폴로부스 발리사비수스
술폴로부스 발리사비수스는 술폴로부스속에 속하는 한 종이다.